# Peter Paul Koch
Peter Paul Koch (* 15. März 1879 in Mainz; † 1. Oktober 1945 in Hamburg) war ein deutscher Experimentalphysiker, ordentlicher Professor an der Universität Hamburg und aktiver Nationalsozialist.

## Leben
Koch gehörte zu den Schülern Wilhelm Röntgens in München, bei dem er 1901 promovierte mit einer Dissertation über Pyroelektrizität. Ab Wintersemester 1903/04 bis Sommersemester 1919 war er Assistent von Röntgen. ab Wintersemester 1907/08 war er auch Privatdozent in München. Koch blieb auch Assistent von Röntgen, der ihn als fähig und hart arbeitend beurteilte, als er im Ersten Weltkrieg eingezogen war. Er war seit 1919 erster Leiter des Physikalischen Staatsinstituts an der neu gegründeten Universität Hamburg und Professor für Experimentalphysik. Im November 1933 unterzeichnete er das Bekenntnis der deutschen Professoren zu Adolf Hitler. Im Institut für Physik geriet er zunehmend zum Außenseiter wegen seiner strikt nationalsozialistischen Haltung. Er denunzierte seine Kollegen, die unter anderem an der Kernforschung mitarbeiteten, bei der Gestapo wegen ihrer neutralen Haltung. Koch trat zum 1. Mai 1937 der NSDAP bei (Mitgliedsnummer 4.974.263) und betätigte sich als Blockleiter.
Nach Ende des Zweiten Weltkriegs wurde er von der englischen Besatzungsmacht 1945 sofort entlassen. Koch beging Anfang Oktober 1945 Suizid mit Zyankali.
Seine Arbeit über Röntgenstrahlen gewann Bedeutung, als Arnold Sommerfeld sich theoretisch mit Röntgenstrahlerzeugung an Antikathoden von Röntgenröhren befasste, wobei er auf den Arbeiten von Koch aufbaute und von der Wellennatur ausging, im Gegensatz zu englischen Physikern, die von der Korpuskularnatur ausgingen. 1912 konstruierte Koch das erste automatisch registrierende Mikrophotometer, was eine bedeutende Entwicklung für die quantitative Auswertung von Fotoplatten in der Röntgenspektroskopie und Röntgenstrukturanalyse war.

## Schriften
- Über die Messung der Schwärzung photographischer Platten in sehr schmalen Bereichen. Mit Anwendung auf die Messung der Schwärzungsverteilung in einigen mit Röntgenstrahlen aufgenommenen Spaltphotogrammen von Walter und Pohl // Annalen der Physik. — 1912. — Bd. 343, H. 8. — S. 507–522. — ISSN 1521-3889. — doi:10.1002/andp.19123430803.
- Über die Zerstreuung von Licht in photographischen Negativen und deren Einfluß auf die Messung von Schwärzungen, Hamburg 1928